# 5000 metros
Los 5000 metros lisos o 5000 metros planos son una prueba de carrera de larga distancia que forma parte del programa de atletismo en los Juegos Olímpicos. Debutó en su modalidad masculina en los Juegos Olímpicos de Estocolmo 1912, mientras que en su modalidad femenina se incorporaron al programa olímpico en los Juegos de Atlanta 1996.

## Récords
(actualizado a agosto de 2024)
| Récord            | Categoría | Marca     | Atleta           | País           | Lugar          | Fecha      |
| ----------------- | --------- | --------- | ---------------- | -------------- | -------------- | ---------- |
| Mundial           | Hombres   | 12’35’’36 | Joshua Cheptegei | Uganda         | Mónaco         | 14-08-2020 |
| Mundial           | Mujeres   | 14’00’’21 | Gudaf Tsegay     | Etiopía        | Eugene         | 17-09-2023 |
| Olímpico          | Hombres   | 12’57’’82 | Kenenisa Bekele  | Etiopía        | Beijing        | 23-08-2008 |
| Olímpico          | Mujeres   | 14’26’’17 | Vivian Cheruiyot | Kenia          | Río de Janeiro | 19-08-2016 |
| Europeo           | Hombres   | 12’45’’01 | Mohamed Katir    | España         | Mónaco         | 21-07-2023 |
| Europeo           | Mujeres   | 14’22’’12 | Sifan Hassan     | Países Bajos   | Londres        | 21-07-2019 |
| América del Norte | Hombres   | 12’46’’96 | Grant Fisher     | Estados Unidos | Bruselas       | 02-09-2023 |
| América del Norte | Mujeres   | 14’19’’45 | Alicia Monson    | Estados Unidos | Londres        | 23-07-2023 |
| Africa            | Hombres   | 12’35’’36 | Joshua Cheptegei | Uganda         | Mónaco         | 14-08-2020 |
| Africa            | Mujeres   | 14’00’’21 | Gudaf Tsegay     | Etiopía        | Eugene         | 17-09-2023 |
| Asia              | Hombres   | 12’51’’96 | Albert Rop       | Baréin         | Mónaco         | 19-07-2013 |
| Asia              | Mujeres   | 14’28’’09 | Bo Jiang         | China          | Shanghái       | 23-10-1997 |
| Oceania           | Hombres   | 12’55’’76 | Craig Mottram    | Australia      | Londres        | 30-07-2004 |
| Oceania           | Mujeres   | 14’39’’89 | Kimberley Smith  | Nueva Zelanda  | Roma           | 11-07-2008 |
| Sudamérica        | Hombres   | 13’05’’95 | Santiago Catrofe | Uruguay        | Heusden-Zolder | 15-06-2024 |
| Sudamérica        | Mujeres   | 14’36’’59 | Joselyn Brea     | Venezuela      | Los Ángeles    | 17-05-2024 |

## Evolución del récord mundial

### Masculino

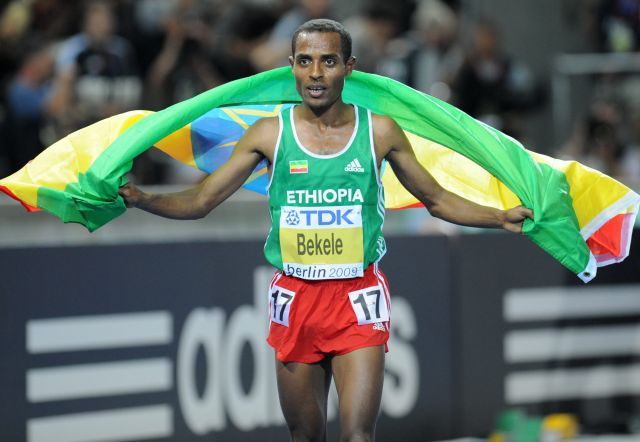
Kenenisa Bekele ostentó el récord mundial desde 2004 a 2020.

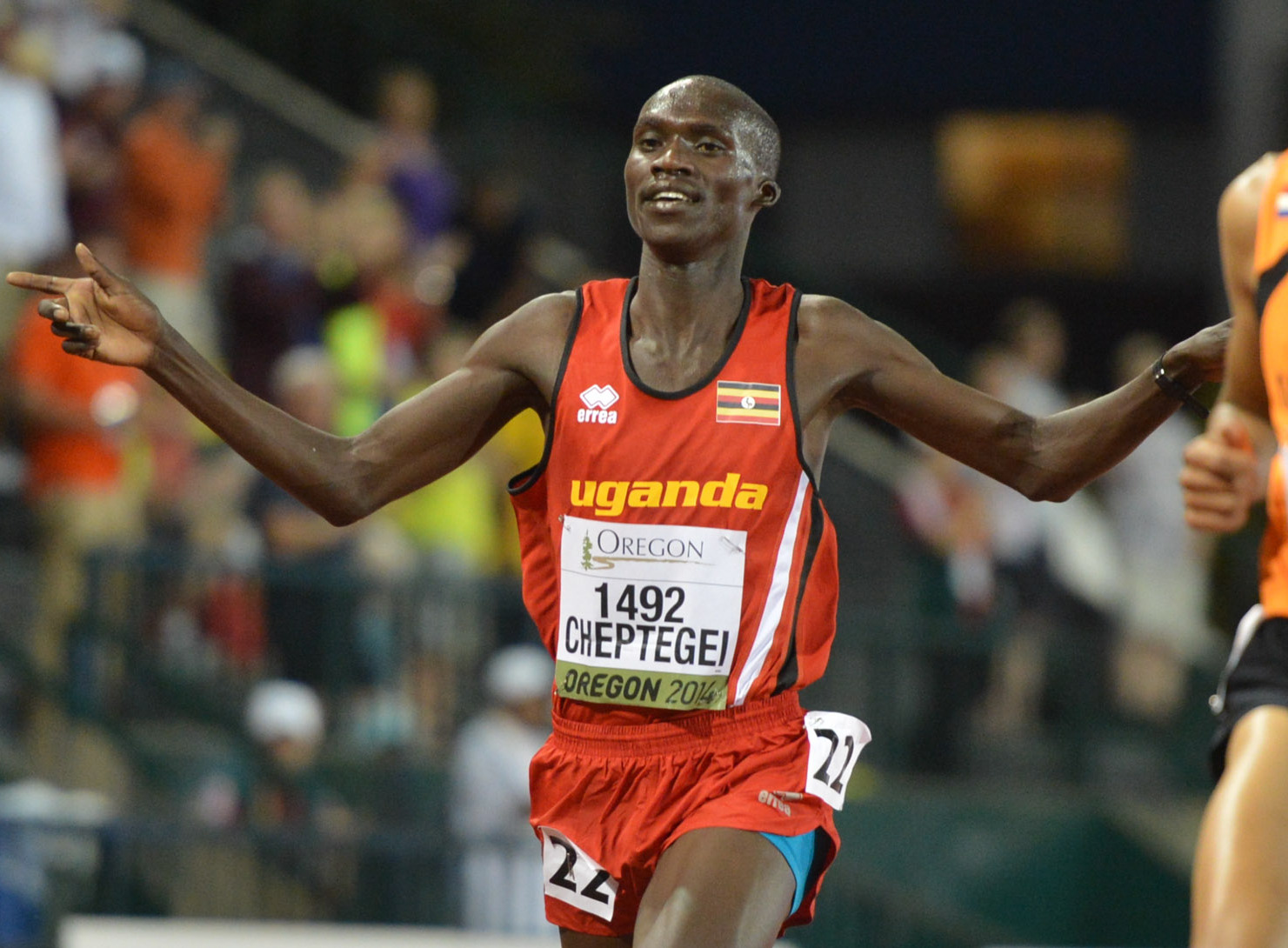
Joshua Cheptegei actual plusmarquista mundial de los 5000 metros desde 2020.

| Tiempo   | Atleta                | Fecha      | Lugar                     |
| -------- | --------------------- | ---------- | ------------------------- |
| 16:34.6  | George Touquet-Daunis | 31-10-1897 | París, Francia            |
| 16:29.2  | George Touquet-Daunis | 22-05-1899 | Lyon, Francia             |
| 15:29.8  | Charles Bennett       | 22-07-1900 | París, Francia            |
| 14:59.0  | Alfred Shrubb         | 13-06-1904 | Glasgow, Escocia          |
| 14:36.6  | Hannes Kolehmainen    | 10-06-1912 | Estocolmo, Suecia         |
| 14:35.4  | Paavo Nurmi           | 12-09-1922 | Estocolmo, Suecia         |
| 14:28.2  | Paavo Nurmi           | 19-06-1924 | Helsinki, Finlandia       |
| 14:17.0  | Lauri Lehtinen        | 19-06-1932 | Helsinki, Finlandia       |
| 14:08.8  | Taisto Mäki           | 16-06-1939 | Helsinki, Finlandia       |
| 13:58.2  | Gunder Hägg           | 20-09-1942 | Gotemburgo, Suecia        |
| 13:57.2  | Emil Zátopek          | 30-05-1954 | París, Francia            |
| 13:56.6  | Vladimir Kuts         | 29-08-1954 | Berna, Suiza              |
| 13:51.6  | Chris Chataway        | 13-10-1954 | Londres, Inglaterra       |
| 13:51.2  | Vladimir Kuts         | 23-10-1954 | Praga, Checoslovaquia     |
| 13:50.8  | Sandor Iharos         | 10-09-1955 | Budapest, Hungría         |
| 13:46.8  | Vladimir Kuts         | 18-09-1955 | Belgrado, Yugoslavia      |
| 13:40.6  | Sandor Iharos         | 23-09-1955 | Budapest, Hungría         |
| 13:36.8  | Gordon Pirie          | 19-06-1956 | Bergen, Noruega           |
| 13:35.0  | Vladimir Kuts         | 13-10-1957 | Roma, Italia              |
| 13:34.8  | Ron Clarke            | 16-01-1965 | Hobart, Australia         |
| 13:33.6  | Ron Clarke            | 01-02-1965 | Auckland, Nueva Zelandia  |
| 13:25.8  | Ron Clarke            | 04-06-1965 | Compton, EUA              |
| 13:24.2  | Kipchoge Keino        | 30-11-1965 | Auckland, Nueva Zelandia  |
| 13:16.6  | Ron Clarke            | 05-07-1966 | Estocolmo, Suecia         |
| 13:16.4  | Lasse Virén           | 14-09-1972 | Helsinki, Finlandia       |
| 13:13.0  | Emiel Puttemans       | 20-09-1972 | Bruselas, Bélgica         |
| 13:12.9  | Dick Quax             | 05-07-1977 | Estocolmo, Suecia         |
| 13:08.4  | Henry Rono            | 08-04-1978 | Berkeley, California, EUA |
| 13:06.20 | Henry Rono            | 13-09-1981 | Knarvik, Noruega          |
| 13:00.41 | David Moorcroft       | 07-07-1982 | Oslo, Noruega             |
| 13:00.40 | Saïd Aouita           | 22-07-1985 | Oslo, Noruega             |
| 12:58.39 | Saïd Aouita           | 27-07-1987 | Roma, Italia              |
| 12:56.96 | Haile Gebrselassie    | 04-06-1994 | Hengelo, Países Bajos     |
| 12:55.30 | Moses Kiptanui        | 08-06-1995 | Roma, Italia              |
| 12:44.39 | Haile Gebrselassie    | 16-08-1995 | Zürich, Suiza             |
| 12:41.86 | Haile Gebrselassie    | 13-08-1997 | Zürich, Suiza             |
| 12:39.74 | Daniel Komen          | 22-08-1997 | Bruselas, Bélgica         |
| 12:39.36 | Haile Gebrselassie    | 13-06-1998 | Helsinki, Finlandia       |
| 12:37.35 | Kenenisa Bekele       | 31-05-2004 | Hengelo, Países Bajos     |
| 12:35.36 | Joshua Cheptegei      | 14-08-2020 | Mónaco, Mónaco            |

### Femenino
| Tiempo   | Atleta             | Fecha      | Lugar                    |
| -------- | ------------------ | ---------- | ------------------------ |
| 16:17.4  | Paola Pigni        | 11-05-1969 | Formia, Italia           |
| 15:53.6  | Paola Pigni        | 02-09-1969 | Milán, Italia            |
| 15:41.4  | Natalia Mărăşescu  | 16-03-1977 | Oradea, Rumania          |
| 15:37.0  | Janice Merrill     | 11-07-1977 | Maguncia, Alemania       |
| 15:35.52 | Kathy Mills        | 26-05-1978 | Knoxville, EUA           |
| 15:33.8  | Janice Merrill     | 19-05-1979 | Durham, EUA              |
| 15:30.6  | Janice Merrill     | 22-03-1980 | Stanford, EUA            |
| 15:28.43 | Ingrid Kristiansen | 11-07-1981 | Oslo, Noruega            |
| 15:24.6  | Yelena Sipatova    | 06-09-1981 | Podolsk, Unión Soviética |
| 15:14.51 | Paula Fudge        | 13-09-1981 | Knarvik, Noruega         |
| 15:13.22 | Anne Audain        | 17-03-1982 | Auckland, Nueva Zelandia |
| 15:08.26 | Mary Decker        | 05-07-1982 | Eugene Oregón, EUA       |
| 14:58.89 | Ingrid Kristiansen | 28-06-1984 | Oslo, Noruega            |
| 14:48.07 | Zola Budd          | 26-08-1985 | Londres, Reino Unido     |
| 14:37.33 | Ingrid Kristiansen | 05-08-1986 | Estocolmo, Suecia        |
| 14:36.45 | Fernanda Ribeiro   | 22-07-1995 | Hechtel-Eksel, Bélgica   |
| 14:31.27 | Dong Yanmei        | 21-10-1997 | Shanghái, China          |
| 14:28.09 | Jiang Bo           | 23-10-1997 | Shanghái, China          |
| 14:24.68 | Elvan Abeylegesse  | 11-06-2004 | Bergen, Noruega          |
| 14:24.53 | Meseret Defar      | 03-06-2006 | Nueva York, EUA          |
| 14:16.63 | Meseret Defar      | 15-06-2007 | Oslo, Noruega            |
| 14:11.15 | Tirunesh Dibaba    | 06-06-2008 | Oslo, Noruega            |
| 14:06.62 | Letesenbet Gidey   | 07-10-2020 | Valencia, España         |
| 14:05.20 | Faith Kipyegon     | 09-06-2023 | París, Francia           |
| 14:00.21 | Gudaf Tsegay       | 17-09-2023 | Eugene, EUA              |

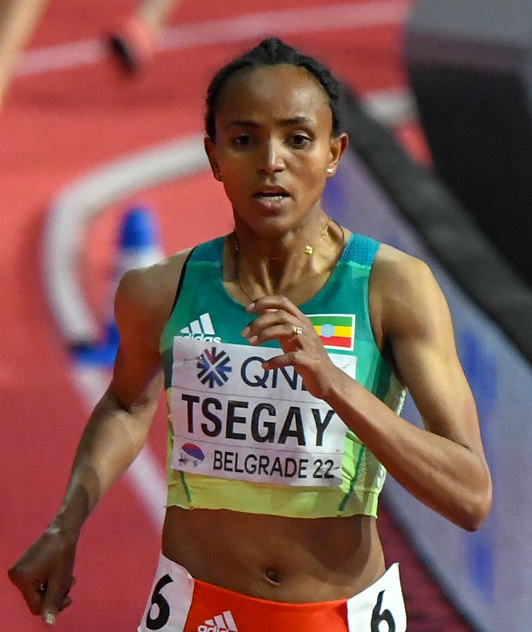
La etiope Gudaf Tsegay, posee actualmente el récord mundial desde septiembre de 2023.

- La Sudafricana Zola Budd corrió la distancia en 15:01,83 en 1984, pero esta marca no fue ratificada como récord mundial.

## Atletas con mejores marcas mundiales

### Hombres
actualizado a agosto de 2024
| Ranking | Marca    | Atleta               | País           | Fecha                   | Lugar       |
| ------- | -------- | -------------------- | -------------- | ----------------------- | ----------- |
| 1       | 12:35.36 | Joshua Cheptegei     | Uganda         | 14 de agosto de 2020    | Mónaco      |
| 2       | 12:36.73 | Hagos Gebrhiwet      | Etiopía        | 30 de mayo de 2024      | Oslo        |
| 3       | 12:37.35 | Kenenisa Bekele      | Etiopía        | 31 de mayo de 2004      | Hengelo     |
| 4       | 12:38.95 | Yomif Kejelcha       | Etiopía        | 30 de mayo de 2024      | Oslo        |
| 5       | 12:39.36 | Haile Gebrselassie   | Etiopía        | 13 de junio de 1998     | Helsinki    |
| 6       | 12:39.74 | Daniel Komen         | Kenia          | 22 de agosto de 1997    | Bruselas    |
| 7       | 12:40.45 | Berihu Aregawi       | Etiopía        | 30 de junio de 2023     | Lausanne    |
| 8       | 12:40.96 | Jacob Kiplimo        | Uganda         | 30 de mayo de 2024      | Oslo        |
| 9       | 12:42.70 | Telahun Haile Bekele | Etiopía        | 21 de julio de 2023     | Mónaco      |
| 10      | 12:43.02 | Selemon Barega       | Etiopía        | 31 de agosto de 2018    | Bruselas    |
| 11      | 12:45.01 | Mohamed Katir        | España         | 21 de julio de 2023     | Mónaco      |
| 12      | 12:45.71 | Jacob Krop           | Kenia          | 2 de septiembre de 2022 | Bruselas    |
| 13      | 12:46.33 | Nicholas Kimeli      | Kenia          | 9 de junio de 2022      | Roma        |
| 14      | 12:46.53 | Eliud Kipchoge       | Kenia          | 2 de julio de 2004      | Roma        |
| 15      | 12:46.81 | Dejen Gebremeskel    | Etiopía        | 6 de julio de 2012      | París       |
| 16      | 12:46.96 | Grant Fisher         | Estados Unidos | 2 de septiembre de 2022 | Bruselas    |
| 17      | 12:47.04 | Sileshi Sihine       | Etiopía        | 2 de julio de 2004      | Roma        |
| 18      | 12:47.20 | Mohammed Ahmed       | Canadá         | 10 de julio de 2020     | Portland    |
| 19      | 12:48.10 | Thierry Ndikumwenayo | España         | 30 de mayo de 2024      | Oslo        |
| 20      | 12:48.45 | Jakob Ingebrigtsen   | Noruega        | 10 de junio de 2021     | Florencia   |
| 21      | 12:48.64 | Isiah Koech          | Kenia          | 6 de julio de 2012      | París       |
| 22      | 12:48.66 | Isaac Kiprono Songok | Kenia          | 18 de agosto de 2006    | Zúrich      |
| 23      | 12:48.77 | Yenew Alamirew       | Etiopía        | 6 de julio de 2012      | Saint-Denis |
| 24      | 12:48.81 | Stephen Cherono      | Kenia          | 12 de junio de 2003     | Ostrava     |
| 25      | 12:49.04 | Thomas Longosiwa     | Kenia          | 6 de julio de 2012      | Saint-Denis |

### Mujeres
Actualizado a agosto de 2024
| Ranking | Marca    | Atleta                 | País           | Fecha                    | Lugar     |
| ------- | -------- | ---------------------- | -------------- | ------------------------ | --------- |
| 1       | 14:00.21 | Gudaf Tsegay           | Etiopía        | 17 de septiembre de 2023 | Eugene    |
| 2       | 14:05.20 | Faith Kipyegon         | Kenia          | 9 de junio de 2023       | Paris     |
| 3       | 14:06.62 | Letesenbet Gidey       | Etiopía        | 7 de octubre de 2020     | Valencia  |
| 4       | 14:05.92 | Beatrice Chebet        | Kenia          | 17 de septiembre de 2023 | Eugene    |
| 5       | 14:11.15 | Tirunesh Dibaba        | Etiopía        | 6 de junio de 2008       | Oslo      |
| 6       | 14:12.59 | Almaz Ayana            | Etiopía        | 2 de junio de 2016       | Roma      |
| 7       | 14:12.88 | Meseret Defar          | Etiopía        | 22 de julio de 2008      | Estocolmo |
| 8       | 14:12.98 | Ejgayehu Taye          | Etiopía        | 27 de mayo de 2022       | Eugene    |
| 9       | 14:13.42 | Sifan Hassan           | Países Bajos   | 23 de julio de 2023      | Londres   |
| 10      | 14:15.24 | Senbere Teferi         | Etiopía        | 8 de junio de 2021       | Hengelo   |
| 11      | 14:15.41 | Genzebe Dibaba         | Etiopía        | 4 de julio de 2015       | París     |
| 12      | 14:16.54 | Medina Eisa            | Etiopía        | 23 de julio de 2023      | Londres   |
| 13      | 14:18.37 | Hellen Obiri           | Kenia          | 8 de junio de 2017       | Roma      |
| 14      | 14:18.76 | Tsigie Gebreselama     | Etiopía        | 25 de mayo de 2024       | Eugene    |
| 15      | 14:19.45 | Alicia Monson          | Estados Unidos | 23 de julio de 2023      | Londres   |
| 16      | 14:20.61 | Freweyni Hailu         | Etiopía        | 25 de mayo de 2024       | Eugene    |
| 17      | 14:20.68 | Agnes Jebet Tirop      | Kenia          | 21 de julio de 2019      | Londres   |
| 18      | 14:20.87 | Vivian Cheruiyot       | Kenia          | 20 de julio de 2011      | Estocolmo |
| 19      | 14:22.76 | Aynadis Mebratu        | Etiopía        | 25 de mayo de 2024       | Eugene    |
| 20      | 14:23.05 | Lilian Kasait Rengeruk | Kenia          | 9 de junio de 2023       | París     |
| 21      | 14:23.67 | Margaret Kipkemboi     | Kenia          | 9 de junio de 2023       | París     |
| 22      | 14:23.71 | Birke Haylom           | Etiopía        | 25 de mayo de 2024       | Eugene    |
| 23      | 14:23.75 | Liliya Shobukhova      | Rusia          | 19 de julio de 2008      | Kazán     |
| 24      | 14:23.92 | Shelby Houlihan        | Estados Unidos | 10 de julio de 2020      | Portland  |
| 25      | 14:24.68 | Elvan Abeylegesse      | Turquía        | 11 de junio de 2004      | Bergen    |

## Campeones olímpicos

### Masculino
Para detalles ver Anexo:Medallistas olímpicos en atletismo (5000 metros lisos masculinos).
| Edición             | Oro                                       | Plata                                    | Bronce                                        |
| ------------------- | ----------------------------------------- | ---------------------------------------- | --------------------------------------------- |
| Estocolmo 1912      | Hannes Kolehmainen (14:36,6) · Finlandia  | Jean Bouin · Francia                     | George Hutson · Reino Unido                   |
| Amberes 1920        | Joseph Guillemot (14:55,6) · Francia      | Paavo Nurmi · Finlandia                  | Erik Backman · Suecia                         |
| París 1924          | Paavo Nurmi (14:31,2) · Finlandia         | Ville Ritola · Finlandia                 | Edvin Wide · Suecia                           |
| Ámsterdam 1928      | Ville Ritola (14:38,0) · Finlandia        | Paavo Nurmi · Finlandia                  | Edvin Wide · Suecia                           |
| Los Ángeles 1932    | Lauri Lehtinen (14:30,0) · Finlandia      | Ralph Hill · Estados Unidos              | Lauri Virtanen · Finlandia                    |
| Berlín 1936         | Gunnar Höckert (14:22,2) · Finlandia      | Lauri Lehtinen · Finlandia               | Henry Jonsson · Suecia                        |
| Londres 1948        | Gaston Reiff (14:17,6) · Bélgica          | Emil Zátopek · Checoslovaquia            | Wim Slijkhuis · Países Bajos                  |
| Helsinki 1952       | Emil Zátopek (14:06,6) · Checoslovaquia   | Alain Mimoun · Francia                   | Herbert Schade · Alemania                     |
| Melbourne 1956      | Vladímir Kuts (13:39,6) · Unión Soviética | Gordon Pirie · Reino Unido               | Derek Ibbotson · Reino Unido                  |
| Roma 1960           | Murray Halberg (13:43,4) · Nueva Zelanda  | Hans Grodotzki · Equipo Alemán Unificado | Kazimierz Zimny · Polonia                     |
| Tokio 1964          | Robert Schul (13:48,8) · Estados Unidos   | Harald Norpoth · Equipo Alemán Unificado | William Dellinger · Estados Unidos            |
| México 1968         | Mohammed Gammoudi (14:05,01) · Túnez      | Kipchoge Keino · Kenia                   | Naftali Temu · Kenia                          |
| Múnich 1972         | Lasse Virén (13:26,42) · Finlandia        | Mohammed Gammoudi · Túnez                | Ian Stewart · Reino Unido                     |
| Montreal 1976       | Lasse Virén (13:24,76) · Finlandia        | Dick Quax · Nueva Zelanda                | Klaus-Peter Hildenbrand · Alemania Occidental |
| Moscú 1980          | Miruts Yifter (13:20,91) · Etiopía        | Suleiman Nyambui · Tanzania              | Kaarlo Maaninka · Finlandia                   |
| Los Ángeles 1984    | Saïd Aouita (13:05,59) · Marruecos        | Markus Ryffel · Suiza                    | António Leitão · Portugal                     |
| Seúl 1988           | John Ngugi (13:11,70) · Kenia             | Dieter Baumann · Alemania Occidental     | Hansjörg Kunze · Alemania Oriental            |
| Barcelona 1992      | Dieter Baumann (13:12,52) · Alemania      | Paul Bitok · Kenia                       | Fita Bayisa · Etiopía                         |
| Atlanta 1996        | Vénuste Niyongabo (13:07,96) · Burundi    | Paul Bitok · Kenia                       | Khalid Boulami · Marruecos                    |
| Sídney 2000         | Million Wolde (13:35,49) · Etiopía        | Ali Saidi-Sief · Argelia                 | Brahim Lahlafi · Marruecos                    |
| Atenas 2004         | Hicham El Guerrouj (13:14,39) · Marruecos | Kenenisa Bekele · Etiopía                | Eliud Kipchoge · Kenia                        |
| Pekín 2008          | Kenenisa Bekele (12:57,82 ) · Etiopía     | Eliud Kipchoge · Kenia                   | Edwin Soi · Kenia                             |
| Londres 2012        | Mohamed Farah (13:41,66) · Reino Unido    | Dejen Gebremeskel · Etiopía              | Thomas Longosiwa · Kenia                      |
| Río de Janeiro 2016 | Mohamed Farah (13:03,30) · Reino Unido    | Paul Chelimo · Kenia                     | Hagos Gebrhiwet · Etiopía                     |
| Tokio 2020          | Joshua Cheptegei (12:58,15) · Uganda      | Mohammed Ahmed · Canadá                  | Paul Chelimo · Estados Unidos                 |
| París 2024          | Jakob Ingebrigtsen (13:13,66) · Noruega   | Ronald Kwemoi · Kenia                    | Grant Fisher · Estados Unidos                 |

### Femenino
| Edición             | Oro                                              | Plata                        | Bronce                      |
| ------------------- | ------------------------------------------------ | ---------------------------- | --------------------------- |
| Atlanta 1996        | Wang Junxia (14:59,88) · República Popular China | Pauline Konga · Kenia        | Roberta Brunet · Italia     |
| Sídney 2000         | Gabriela Szabo (14:40,79) · Rumania              | Sonia O’Sullivan · Irlanda   | Gete Wami · Etiopía         |
| Atenas 2004         | Meseret Defar (14:45,65) · Etiopía               | Isabella Ochichi · Kenia     | Tirunesh Dibaba · Etiopía   |
| Pekín 2008          | Tirunesh Dibaba (15:41,40) · Etiopía             | Meseret Defar · Etiopía      | Sylvia Kibet · Kenia        |
| Londres 2012        | Meseret Defar (15:04,25) · Etiopía               | Vivian Cheruiyot · Kenia     | Tirunesh Dibaba · Etiopía   |
| Río de Janeiro 2016 | Vivian Cheruiyot (14:26,17 ) · Kenia             | Hellen Onsando Obiri · Kenia | Almaz Ayana · Etiopía       |
| Tokio 2020          | Sifan Hassan (14:36,79) · Países Bajos           | Hellen Obiri · Kenia         | Gudaf Tsegay · Etiopía      |
| París 2024          | Beatrice Chebet (14:28,56) · Kenia               | Faith Kipyegon · Kenia       | Sifan Hassan · Países Bajos |

## Campeones mundiales
- Ganadores en el Campeonato Mundial de Atletismo.

### Masculino
| Edición         | Oro                | Plata                 | Bronce               |
| --------------- | ------------------ | --------------------- | -------------------- |
| Helsinki 1983   | Eamonn Coghlan     | Werner Schildhauer    | Martti Vainio        |
| Roma 1987       | Saïd Aouita        | Domingos Castro       | Jack Buckner         |
| Tokio 1991      | Yobes Ondieki      | Fita Bayisa           | Brahim Boutayeb      |
| Stuttgart 1993  | Ismael Kirui       | Haile Gebrselassie    | Fita Bayisa          |
| Gotemburgo 1995 | Ismael Kirui       | Khalid Boulami        | Shem Kororia         |
| Atenas 1997     | Daniel Komen       | Khalid Boulami        | Tom Nyariki          |
| Sevilla 1999    | Salah Hissou       | Benjamin Limo         | Mohammed Mourhit     |
| Edmonton 2001   | Richard Limo       | Million Wolde         | John Kibowen         |
| París 2003      | Eliud Kipchoge     | Hicham El Guerrouj    | Kenenisa Bekele      |
| Helsinki 2005   | Benjamin Limo      | Sileshi Sihine        | Craig Mottram        |
| Osaka 2007      | Bernard Lagat      | Eliud Kipchoge        | Moses Ndiema Kipsiro |
| Berlín 2009     | Kenenisa Bekele    | Bernard Lagat         | James Kwalia         |
| Daegu 2011      | Mohamed Farah      | Bernard Lagat         | Dejen Gebremeskel    |
| Moscú 2013      | Mohamed Farah      | Hagos Gebrhiwet       | Isiah Koech          |
| Pekín 2015      | Mohamed Farah      | Caleb Mwangangi Ndiku | Hagos Gebrhiwet      |
| Londres 2017    | Muktar Edris       | Mohamed Farah         | Paul Chelimo         |
| Doha 2019       | Muktar Edris       | Selemon Barega        | Mohammed Ahmed       |
| Oregón 2022     | Jakob Ingebrigtsen | Jacob Krop            | Oscar Chelimo        |
| Budapest 2023   | Jakob Ingebrigtsen | Mohamed Katir         | Jacob Krop           |

### Femenino
| Edición         | Oro              | Plata                 | Bronce                    |
| --------------- | ---------------- | --------------------- | ------------------------- |
| Gotemburgo 1995 | Sonia O'Sullivan | Fernanda Ribeiro      | Zahra Ouaziz              |
| Atenas 1997     | Gabriela Szabó   | Roberta Brunet        | Fernanda Ribeiro          |
| Sevilla 1999    | Gabriela Szabó   | Zahra Ouaziz          | Ayelech Worku             |
| Edmonton 2001   | Olga Yegorova    | Marta Domínguez       | Ayelech Worku             |
| París 2003      | Tirunesh Dibaba  | Marta Domínguez       | Edith Masai               |
| Helsinki 2005   | Tirunesh Dibaba  | Meseret Defar         | Ejegayehu Dibaba          |
| Osaka 2007      | Meseret Defar    | Vivian Cheruiyot      | Priscah Jepleting Cherono |
| Berlín 2009     | Vivian Cheruiyot | Sylvia Jebiwott Kibet | Meseret Defar             |
| Daegu 2011      | Vivian Cheruiyot | Sylvia Jebiwott Kibet | Meseret Defar             |
| Moscú 2013      | Meseret Defar    | Mercy Cherono         | Almaz Ayana               |
| Pekín 2015      | Almaz Ayana      | Senbere Teferi        | Genzebe Dibaba            |
| Londres 2017    | Hellen Obiri     | Almaz Ayana           | Sifan Hassan              |
| Doha 2019       | Hellen Obiri     | Margaret Kipkemboi    | Konstanze Klosterhalfen   |
| Oregón 2022     | Gudaf Tsegay     | Beatrice Chebet       | Dawit Seyaum              |
| Budapest 2023   | Faith Kipyegon   | Sifan Hassan          | Beatrice Chebet           |

## Mejores tiempos por temporada
| Año  | Tiempo   | Atleta               | Lugar        |
| ---- | -------- | -------------------- | ------------ |
| 1960 | 13:38.1  | Pyotr Bolotnikov     | Kiev         |
| 1961 | 13:38.2  | Murray Halberg       | Estocolmo    |
| 1962 | 13:38.4  | Murray Halberg       | Auckland     |
| 1963 | 13:38.6  | Pyotr Bolotnikov     | Zürich       |
| 1964 | 13:38.0  | Bob Schul            | Compton      |
| 1965 | 13:24.2  | Kipchoge Keino       | Auckland     |
| 1966 | 13:16.6  | Ron Clarke           | Estocolmo    |
| 1967 | 13:18.8  | Ron Clarke           | Estocolmo    |
| 1968 | 13:27.66 | Ron Clarke           | Londres      |
| 1969 | 13:28.96 | Dick Taylor          | Londres      |
| 1970 | 13:22.8  | Ian Stewart          | Edinburgh    |
| 1971 | 13:22.2  | Dave Bedford         | Edinburgh    |
| 1972 | 13:13.0  | Emiel Puttemans      | Bruselas     |
| 1973 | 13:14.51 | Emiel Puttemans      | Estocolmo    |
| 1974 | 13:14.4  | Benjamin Jipcho      | Christchurch |
| 1975 | 13:18.6  | Emiel Puttemans      | Arnhem       |
| 1976 | 13:13.10 | Dick Quax            | Estocolmo    |
| 1977 | 13:12.86 | Dick Quax            | Estocolmo    |
| 1978 | 13:08.4  | Henry Rono           | Berkeley     |
| 1979 | 13:12.29 | Suleiman Nyambui     | Estocolmo    |
| 1980 | 13:16.38 | Miruts Yifter        | Bratislava   |
| 1981 | 13:06.20 | Henry Rono           | Knarvik      |
| 1982 | 13:00.41 | David Moorcroft      | Oslo         |
| 1983 | 13:08.54 | Fernando Mamede      | Tokio        |
| 1984 | 13:04.78 | Saïd Aouita          | Florencia    |
| 1985 | 13:00.40 | Saïd Aouita          | Oslo         |
| 1986 | 13:00.86 | Saïd Aouita          | La Coruña    |
| 1987 | 12:58.39 | Saïd Aouita          | Roma         |
| 1988 | 13:11.70 | John Ngugi           | Seúl         |
| 1989 | 13:04.24 | Yobes Ondieki        | Oslo         |
| 1990 | 13:05.59 | Salvatore Antibo     | Bologna      |
| 1991 | 13:01.82 | Yobes Ondieki        | Zürich       |
| 1992 | 13:00.93 | Moses Kiptanui       | Bruselas     |
| 1993 | 13:02.75 | Ismael Kirui         | Stuttgart    |
| 1994 | 12:56.96 | Haile Gebrselassie   | Hengelo      |
| 1995 | 12:44.39 | Haile Gebrselassie   | Zürich       |
| 1996 | 12:45.09 | Daniel Komen         | Zürich       |
| 1997 | 12:39.74 | Daniel Komen         | Bruselas     |
| 1998 | 12:39.36 | Haile Gebrselassie   | Helsinki     |
| 1999 | 12:49.64 | Haile Gebrselassie   | Zürich       |
| 2000 | 12:49.28 | Brahim Lahlafi       | Bruselas     |
| 2001 | 12:56.72 | Richard Limo         | Zürich       |
| 2002 | 12:55.85 | Salah Hissou         | Roma         |
| 2003 | 12:48.81 | Stephen Cherono      | Ostrava      |
| 2004 | 12:37.35 | Kenenisa Bekele      | Hengelo      |
| 2005 | 12:40.18 | Kenenisa Bekele      | París        |
| 2006 | 12:48.09 | Kenenisa Bekele      | Bruselas     |
| 2007 | 12:49.53 | Kenenisa Bekele      | Zaragoza     |
| 2008 | 12:50.18 | Kenenisa Bekele      | Zürich       |
| 2009 | 12:52.32 | Kenenisa Bekele      | Zürich       |
| 2010 | 12:51.21 | Eliud Kipchoge       | Doha         |
| 2011 | 12:53.11 | Mo Farah             | Mónaco       |
| 2012 | 12:46.81 | Dejen Gebremeskel    | París        |
| 2013 | 12:51.34 | Edwin Soi            | Mónaco       |
| 2014 | 12:54.83 | Muktar Edris         | Estocolmo    |
| 2015 | 12:53.98 | Yomif Kejelcha       | Roma         |
| 2016 | 12:59.29 | Mo Farah             | Londres      |
| 2017 | 12:55.23 | Muktar Edris         | Lausanne     |
| 2018 | 12:43.02 | Selemon Barega       | Bruselas     |
| 2019 | 12:52.98 | Telahun Haile Bekele | Roma         |
| 2020 | 12:35.36 | Joshua Cheptegei     | Monaco       |
| 2021 | 12:48.45 | Jakob Ingebrigtsen   | Florencia    |
| 2022 | 12:45.71 | Jacob Krop           | Bruselas     |
| 2023 | 12:40.45 | Berihu Aregawi       | Lausanne     |
| 2024 | 12:36.73 | Hagos Gebrhiwet      | Oslo         |

| Año  | Tiempo    | Atleta             | Lugar           |
| ---- | --------- | ------------------ | --------------- |
| 1960 | —         | —                  | —               |
| 1961 | —         | —                  | —               |
| 1962 | —         | —                  | —               |
| 1963 | —         | —                  | —               |
| 1964 | —         | —                  | —               |
| 1965 | —         | —                  | —               |
| 1966 | —         | —                  | —               |
| 1967 | —         | —                  | —               |
| 1968 | —         | —                  | —               |
| 1969 | 15:53.6   | Paola Pigni        | Milán           |
| 1970 | —         | —                  | —               |
| 1971 | —         | —                  | —               |
| 1972 | —         | —                  | —               |
| 1973 | —         | —                  | —               |
| 1974 | —         | —                  | —               |
| 1975 | —         | —                  | —               |
| 1976 | 16:04.2   | Nina Holmén        | Jakobstad       |
| 1977 | 15:37.0   | Jan Merrill        | Ingelheim       |
| 1978 | 15:35.52  | Kathy Mills        | Knoxville       |
| 1979 | 15:33.8   | Jan Merrill        | Durham          |
| 1980 | 15:30.6   | Jan Merrill        | Palo Alto       |
| 1981 | 15:14.51  | Paula Fudge        | Knarvik         |
| 1982 | 15:08.26  | Mary Decker        | Eugene          |
| 1983 | 15:10.65  | Zola Budd          | Port Elizabeth  |
| 1984 | 14:58.89  | Ingrid Kristiansen | Oslo            |
| 1985 | 14:48.07  | Zola Budd          | Londres         |
| 1986 | 14:37.33  | Ingrid Kristiansen | Estocolmo       |
| 1987 | 15:01.08  | Liz McColgan       | Oslo            |
| 1988 | 15:03.29  | Liz McColgan       | Berlín          |
| 1989 | 14:59.01  | Kathrin Weßel      | Estocolmo       |
| 1990 | 15:02.23  | Yelena Romanova    | Seattle         |
| 1991 | 14:49.35  | Elana Meyer        | Ciudad del Cabo |
| 1992 | 14:44.15  | Elana Meyer        | Bellville       |
| 1993 | 14:45.92  | Sonia O'Sullivan   | Berlín          |
| 1994 | 15:05.94  | Yelena Romanova    | Estocolmo       |
| 1995 | 14:36.45  | Fernanda Ribeiro   | Hechtel         |
| 1996 | 14:41.07  | Fernanda Ribeiro   | Oslo            |
| 1997 | 14:28.09  | Jiang Bo           | Shanghái        |
| 1998 | 14:31.48  | Gabriela Szabo     | Berlín          |
| 1999 | 14:40.59  | Gabriela Szabo     | Berlín          |
| 2000 | 14:30.88  | Gete Wami          | Heusden         |
| 2001 | 14:29.32  | Olga Yegorova      | Berlín          |
| 2002 | 14:31.42  | Paula Radcliffe    | Mánchester      |
| 2003 | 14:29.32  | Berhane Adere      | Oslo            |
| 2004 | 14:24.68  | Elvan Abeylegesse  | Bergen          |
| 2005 | 14:28.98  | Meseret Defar      | Bruselas        |
| 2006 | 14:24.53  | Meseret Defar      | Nueva York      |
| 2007 | 14:16.63  | Meseret Defar      | Oslo            |
| 2008 | 14:11.15  | Tirunesh Dibaba    | Oslo            |
| 2009 | 14:24.37i | Meseret Defar      | Estocolmo       |
| 2010 | 14:24.79i | Meseret Defar      | Estocolmo       |
| 2011 | 14:20.87  | Vivian Cheruiyot   | Estocolmo       |
| 2012 | 14:35.62  | Vivian Cheruiyot   | Roma            |
| 2013 | 14:23.68  | Tirunesh Dibaba    | París           |
| 2014 | 14:28.88  | Genzebe Dibaba     | Mónaco          |
| 2015 | 14:14.32  | Almaz Ayana        | Shanghái        |
| 2016 | 14:12.59  | Almaz Ayana        | Roma            |
| 2017 | 14:18.37  | Hellen Obiri       | Roma            |
| 2018 | 14:21.75  | Hellen Obiri       | Rabat           |
| 2019 | 14:20.36  | Hellen Obiri       | Londres         |
| 2020 | 14:06.62  | Letesenbet Gidey   | Valencia        |
| 2021 | 14:13.32  | Gudaf Tsegay       | Hengelo         |
| 2022 | 14:12.98  | Ejgayehu Taye      | Eugene          |
| 2023 | 14:00.21  | Gudaf Tsegay       | Eugene          |
| 2024 | 14:18.76  | Tsigie Gebreselama | Eugene          |